# Europapokal der Pokalsieger 1972/73
Der Europapokal der Pokalsieger 1972/73 war die 13. Ausspielung des Wettbewerbs der europäischen Fußball-Pokalsieger. 32 Klubmannschaften nahmen teil, darunter 11 unterlegene Pokalfinalisten (KS Besa Kavaja, Standard Lüttich, Slawia Sofia, SEC Bastia, Fremad Amager, FC Den Haag-ADO, Fredrikstad FK, Legia Warschau, Sporting Lissabon, Hibernian Edinburgh und Pezoporikos Larnaka). Titelverteidiger Glasgow Rangers war aufgrund der Vorkommnisse auf den Rängen und nach schweren Fan-Ausschreitungen im Umfeld des Endspiels der letzten Saison für ein Jahr für den gesamten Europapokal gesperrt und konnte daher seinen Titel nicht verteidigen.
Aus Deutschland waren der DFB-Pokalsieger FC Schalke 04, aus der DDR der FDGB-Pokalsieger FC Carl Zeiss Jena, aus Österreich ÖFB-Cupsieger SK Rapid Wien und aus der Schweiz der FC Zürich am Start.
Torschützenkönig wurde Luciano Chiarugi von AC Mailand mit 7 Toren.

## Modus
Die Teilnehmer spielten wie gehabt im reinen Pokalmodus mit Hin- und Rückspielen den Sieger aus. Gab es nach beiden Partien Torgleichstand, entschied die Anzahl der auswärts erzielten Tore (Auswärtstorregel). War auch deren Anzahl gleich fand im Rückspiel eine Verlängerung statt, in der auch die Auswärtstorregel galt.  Herrschte nach Ende der Verlängerung immer noch Gleichstand, wurde ein Elfmeterschießen durchgeführt. Das Finale wurde in einem Spiel auf neutralem Platz entschieden. Bei unentschiedenem Spielstand nach Verlängerung wäre der Sieger ebenfalls in einem Elfmeterschießen ermittelt worden.

## 1. Runde
Die Hinspiele fanden am 6./10./13./14./20. September, die Rückspiele am 26./27. September 1972 statt.
|                       | Gesamt    |                      | Hinspiel | Rückspiel |
| --------------------- | --------- | -------------------- | -------- | --------- |
| Red Boys Differdingen | 1:7       | AC Mailand           | 0:1      | 1:6       |
| Pezoporikos Larnaka   | 2:6       | Cork Hibernians      | 1:2      | 1:4       |
| Sporting Lissabon     | 3:7       | Hibernian Edinburgh  | 2:1      | 1:6       |
| Fremad Amager         | (a)1:1(a) | KS Besa Kavaja       | 1:1      | 0:0       |
| Standard Lüttich      | 3:4       | Sparta Prag          | 1:0      | 2:4       |
| Hajduk Split          | 2:0       | Fredrikstad FK       | 1:0      | 1:0       |
| Rapid Bukarest        | 3:1       | Landskrona BoIS      | 3:0      | 0:1       |
| FC Zürich             | 2:3       | AFC Wrexham          | 1:1      | 1:2       |
| SK Rapid Wien         | (a)2:2(a) | PAOK Thessaloniki    | 0:0      | 2:2       |
| MKE Ankaragücü        | 1:2       | Leeds United         | 1:1      | 0:1       |
| Spartak Moskau        | 1:0       | FC Den Haag-ADO      | 1:0      | 0:0       |
| Víkingur Reykjavík    | 00:11     | Legia Warschau       | 0:2      | 0:9       |
| FC Carl Zeiss Jena    | 8:4       | Mikkelin Palloilijat | 6:1      | 2:3       |
| FC Schalke 04         | 5:2       | Slawia Sofia         | 2:1      | 3:1       |
| SEC Bastia            | 1:2       | Atlético Madrid      | 0:0      | 1:2       |
| FC Floriana           | 1:6       | Ferencváros Budapest | 1:0      | 0:6       |

## Achtelfinale
Die Hinspiele fanden am 25. Oktober, die Rückspiele am 8. November 1972 statt.
|                      | Gesamt    |                | Hinspiel | Rückspiel |
| -------------------- | --------- | -------------- | -------- | --------- |
| SK Rapid Wien        | 2:4       | Rapid Bukarest | 1:1      | 1:3       |
| AFC Wrexham          | (a)3:3(a) | Hajduk Split   | 3:1      | 0:2       |
| Cork Hibernians      | 0:3       | FC Schalke 04  | 0:0      | 0:3       |
| Atlético Madrid      | (a)5:5(a) | Spartak Moskau | 3:4      | 2:1       |
| Hibernian Edinburgh  | 8:2       | KS Besa Kavaja | 7:1      | 1:1       |
| Ferencváros Budapest | 3:4       | Sparta Prag    | 2:0      | 1:4       |
| Legia Warschau       | 2:3       | AC Mailand     | 1:1      | 1:2 n. V. |
| FC Carl Zeiss Jena   | 0:2       | Leeds United   | 0:0      | 0:2       |

## Viertelfinale
Die Hinspiele fanden am 7. März, die Rückspiele am 21. März 1973 statt.
|                     | Gesamt |                | Hinspiel | Rückspiel |
| ------------------- | ------ | -------------- | -------- | --------- |
| Leeds United        | 8:1    | Rapid Bukarest | 5:0      | 3:1       |
| Hibernian Edinburgh | 4:5    | Hajduk Split   | 4:2      | 0:3       |
| FC Schalke 04       | 2:4    | Sparta Prag    | 2:1      | 0:3       |
| Spartak Moskau      | 1:2    | AC Mailand     | 0:1      | 1:1       |

## Halbfinale
Die Hinspiele fanden am 11. April, die Rückspiele am 15. April 1973 statt.
|              | Gesamt |              | Hinspiel | Rückspiel |
| ------------ | ------ | ------------ | -------- | --------- |
| Leeds United | 1:0    | Hajduk Split | 1:0      | 0:0       |
| AC Mailand   | 2:0    | Sparta Prag  | 1:0      | 1:0       |

## Finale
| AC Mailand                                          | AC Mailand | Leeds United | Leeds United |
| --------------------------------------------------- | --- | --- | ------------ |
| AC Mailand                                          | \| 16. Mai 1973 in Thessaloniki (Kaftanzoglio-Stadion) \| \| Ergebnis: 1:0 (1:0) \| \| Zuschauer: 40.154 \| \| Schiedsrichter: Christos Michas ( Griechenland) \|                                                                       | \| 16. Mai 1973 in Thessaloniki (Kaftanzoglio-Stadion) \| \| Ergebnis: 1:0 (1:0) \| \| Zuschauer: 40.154 \| \| Schiedsrichter: Christos Michas ( Griechenland) \|                                  | Leeds United |
| AC Mailand                                          | Villiam Vecchi – Giuseppe Sabadini – Giulio Zignoli, Angelo Anquilletti, Maurizio Turone – Roberto Rosato (59. Dario Dolci), Gianni Rivera, Romeo Benetti – Riccardo Sogliano, Alberto Bigon, Luciano Chiarugi Cheftrainer: Nereo Rocco | David Harvey – Paul Reaney – Trevor Cherry, Paul Madeley, Norman Hunter – Mick Bates, Frank Gray, Terry Yorath (54. Gordon McQueen), Peter Lorimer – Joe Jordan, Mick Jones Cheftrainer: Don Revie | Leeds United |
| AC Mailand                                          | 1:0 Luciano Chiarugi (5.) | | Leeds United |
| 16. Mai 1973 in Thessaloniki (Kaftanzoglio-Stadion) | | |              |
| Ergebnis: 1:0 (1:0)                                 | | |              |
| Zuschauer: 40.154                                   | | |              |
| Schiedsrichter: Christos Michas ( Griechenland)     | | |              |